# Digitale Vermittlungsstelle Ortsnetz
Die Digitale Vermittlungsstelle Ortsnetz (DIVO) bezeichnet eine digitale Vermittlungsstelle im Ortsnetz. In Österreich ist auch der Begriff Wählamt üblich.
Mit Einführung der digitalen Vermittlungstechnik (DIV) in den 1980er Jahren wurde dieser Begriff geprägt.
Seit der Umstrukturierung des Telefonnetzes der Deutschen Telekom in den 1990er Jahren wird stattdessen der Begriff VE:O (Vermittlungseinheit Ortsnetz) benutzt. Andere Bezeichnungen für diesen Typ von Vermittlungsanlage sind Ortsvermittlungsstelle (OVSt) oder Teilnehmervermittlungsstelle (TVSt).
Beim Telefonnetz der Deutschen Telekom und von Vodafone werden die Systeme „EWSD“ der Firma Nokia Siemens Networks und S12 der Firma Alcatel-Lucent (ehemals SEL) eingesetzt.
Vermittlungsstellen haben die Aufgabe, Telefongespräche über das Telefonnetz zu ermöglichen. Eine Ortsvermittlungsstelle terminiert die Teilnehmeranschlussleitungen (TAL), über die die Endgeräte der Teilnehmer mit der DIVO verbunden sind.
Eine detaillierte Beschreibung eines Verbindungsaufbaus im Telefonnetz findet man im Artikel Telefongespräch.
Heutzutage werden in öffentlichen Netzen ausschließlich digitale Vermittlungsstellen eingesetzt, selbst in Entwicklungsländern sind die Vermittlungsstellen inzwischen digitalisiert.
Örtlich getrennte Teile einer Vermittlungsstelle werden auch als Abgesetzte periphere Einheit bezeichnet.